# Toxomerus difficilis
Toxomerus difficilis är en tvåvingeart som först beskrevs av Charles Howard Curran 1930.  Toxomerus difficilis ingår i släktet Toxomerus och familjen blomflugor. Inga underarter finns listade i Catalogue of Life.